# 15950 Dallago
15950 Dallago este un asteroid din centura principală de asteroizi.

## Descriere
15950 Dallago este un asteroid din centura principală de asteroizi. A fost descoperit pe 17 ianuarie 1998 la Dossobuono la Observatorul Madonna di Dossobuono. Asteroidul prezintă o orbită caracterizată de o semiaxă mare de 2,56 ua, o excentricitate de 0,19 și o înclinație de 4,2° în raport cu ecliptica.